# Натрий-серный аккумулятор

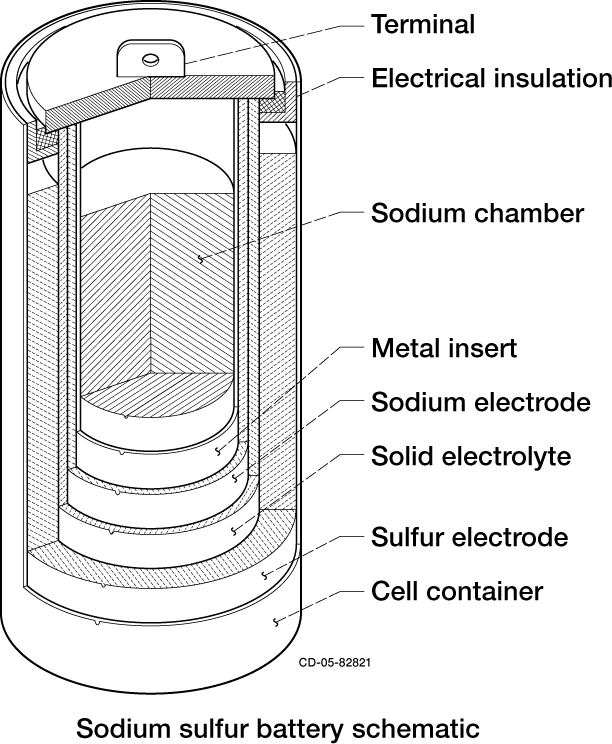
Общее устройство натрий-серного аккумулятора

На́трий-се́рный, или се́рно-на́триевый, аккумуля́тор — вторичный химический источник тока, в котором анодом является жидкий натрий, электролитом — твёрдый нестехиометрический алюминат натрия, катодом — жидкая элементарная сера в смеси с графитом. Относится к типу батарей на солевых расплавах, имеет рабочую температуру +300…350 °C.

## Достоинства
Высокая удельная энергоёмкость, дешёвые рабочие вещества. Ввиду этого, первоначально на применение таких аккумуляторов в электромобилях возлагались большие надежды.

## Недостатки
Высокая рабочая температура и связанная с этим опасность воспламенения натрия при аварии; ограниченный ресурс (первые до 200 циклов, образцы 400 циклов и более); сложности уплотнения, поддержания необходимой рабочей температуры. Эти недостатки сглаживаются при стационарном применении в аккумуляторах большой ёмкости, что и определяет их область использования.

## Работа аккумулятора
Электроды (расплавленные сера и натрий)вступают в реакцию, при этом ионы натрия мигрируют через сепаратор, а потерянные электроны образуют ток во внешнем контуре. Химическая реакция разряда:
2 Na + 4 S → Na2S4 (Eэлем ~ 2 В)

## Параметры
- Теоретическая удельная энергоёмкость: 795 Вт·ч/кг.
- Реальная удельная энергоёмкость: около 300—350 Вт·ч/кг.
- Удельная энергоплотность (Вт·ч/дм³):
- ЭДС: 2,1 вольта.
- Рабочая температура: +300…350 °C.
- Энергетическая эффективность: около 89 %[3].

## Особенности эксплуатации и утилизации
Применяются для энергетического сдвига. Аккумуляторы накапливают энергию, например в ночное время суток, в дневное время энергия используется. Таким образом происходит экономия и перенос использования энергии с периода час пик в период минимального расхода.